# Prasophyllum goldsackii
Prasophyllum goldsackii là một loài thực vật có hoa trong họ Lan. Loài này được J.Z.Weber & R.J.Bates miêu tả khoa học đầu tiên năm 1978.